# Chiến tranh Đông Tấn – Hậu Tần
Chiến tranh Đông Tấn – Hậu Tần bùng nổ vào tháng 8 ÂL năm 416, kéo dài đến tháng 8 ÂL năm 417, quen gọi là chiến tranh Lưu Dụ diệt Hậu Tần (chữ Hán: 刘裕灭后秦之战, Lưu Dụ diệt Hậu Tần chi chiến). Đây là cuộc bắc phạt thứ 2 do Lưu Dụ - quyền thần nhà Đông Tấn - phát động nhằm giành lại khu vực Trung Nguyên đang bị chiếm đóng của các dân tộc phương bắc (Ngũ Hồ), kết quả tiêu diệt chính quyền Hậu Tần ở Quan Trung.

## Bối cảnh và nguyên nhân
Nước Hậu Tần vào năm 400 khuất phục nước Tây Tần, vào năm 401 tiêu diệt Hậu Lương, trở thành một quốc gia lớn mạnh ở khu vực tây bắc Trung Quốc. Tuy nhiên, từ năm 409 đến năm 416, Hậu Tần nhiều lần bị quân Hạ đánh bại, tổn thất nặng nề, trở nên suy yếu.
Quyền thần Lưu Dụ nhà Đông Tấn vào năm 410 tiêu diệt Nam Yên, giành lại vùng Hoài Bắc; sau đó trấn áp thành công khởi nghĩa nông dân Lư Tuần, diệt trừ các thế lực chống đối trong nội bộ chính quyền là Lưu Nghị, Tư Mã Hưu Chi, cuối cùng bình định xong Ích Châu. Từ đó, chính quyền có được cục diện ổn định, tình hình kinh tế được cải thiện và thực lực quân sự được tăng cường.
Đầu năm 416, Tần đế Diêu Hưng băng, thái tử Diêu Hoằng nối ngôi. Nước Tần bên ngoài nhiều năm chinh chiến với các nước Hạ, Nam Lương, Tây Tần khiến cho quốc lực giảm sút; bên trong các hoàng tử và tông thất tranh giành ngôi vị, chính trị hỗn loạn, lòng người bất an. Lưu Dụ nhận định đây là thời cơ tốt nhất để tấn công Hậu Tần.

## Kế hoạch và nhân sự

### Đông Tấn: thủy lục cùng tiến
Tháng 8 ÂL năm 416 (năm Nghĩa Hi thứ 12 nhà Đông Tấn, năm Vĩnh Hòa đầu tiên nhà Hậu Tần), Lưu Dụ sắp đặt kế hoạch tác chiến như sau: đưa chủ lực từ sông Hoài, sông Tứ, men Hoàng Hà tây tiến, giành lấy trọng trấn Lạc Dương; một cánh quân từ Vũ Quan  tiến đánh, nhằm khống chế quân Hậu Tần ở Quan Trung; sau đó toàn quân tấn công Đồng Quan , nhằm thẳng vào Trường An. Phân phối lực lượng như sau:
- Lấy Long tương tướng quân Vương Trấn Ác, Quan quân tướng quân Đàn Đạo Tế theo đường bộ làm tiền phong, từ Thọ Dương [3] men sông Hoài, sông Phì tiến đánh Hứa Xương [4], Lạc Dương [5]. Vương Trấn Ác từ sông Phì ra Thương Khâu, nhắm vào Huỳnh Dương [6]; Đàn Đạo Tế từ sông Dĩnh ra Hạng Thành [7], nhắm vào Hứa Xương, hội quân Lạc Dương, đợi chủ lực của Lưu Dụ đến, mới tiếp tục tây tiến.
- Lấy Kiến vũ tướng quân Thẩm Lâm Tử, Bành Thành nội sử Lưu Tuân Khảo soái thủy quân theo lối Bành Thành [8] vượt sông Biện ra Thạch Môn [9], vào Hoàng Hà, vừa tiến chiếm Lạc Dương từ mặt bắc, vừa ngăn trở quân Bắc Ngụy nam hạ đón đánh quân Tấn.
- Lấy Tân Dã thái thú Chu Siêu Thạch, Ninh sóc tướng quân Hồ Phiên đưa quân ra Tương Dương [10], đi Dương Thành [11], vừa ngăn quân Tần ở Quan Trung cứu viện Lạc Dương, vừa hỗ trợ quân tiền phong tiến chiếm Lạc Dương từ mặt nam.
- Lấy Chấn vũ tướng quân Thẩm Điền Tử, Kiến uy tướng quân Phó Hoằng Chi đưa quân theo lối Tương Dương đi Vũ Quan, nhằm khống chế quân Tần ở Quan Trung.
- Lệnh Ký Châu thứ sử Vương Trọng Đức tổng đốc các cánh quân tiền phong, rồi soái thủy quân theo lối Bành Thành vượt sông Tứ, khai thông chằm Cự Dã [12] vào Hoàng Hà, đề phòng quân Bắc Ngụy vượt Hoàng Hà nam tiến.
- Lưu Dụ tự lãnh chủ lực theo sau Vương Trọng Đức, nhưng vào Hoàng Hà rồi sẽ tiếp tục tây tiến Lạc Dương chứ không dừng lại.

### Hậu Tần: 2 mặt tác chiến
Khi quân Tấn đến Hứa Xương, chiến sự giữa Hậu Tần với Hạ, Tây Tần vẫn chưa dứt. Đông Bình công Diêu Thiệu kiến nghị tập trung toàn lực đối phó Đông Tấn, dời dân từ An Định về kinh sư, như thế có thể tập hợp 10 vạn tinh binh, đủ để chống lại cuộc tấn công của cả hai nước Hạ, Tấn. Nhưng tả bộc xạ Lương Hỷ cho rằng tướng giữ An Định là Tề công Diêu Khôi có uy danh, nhân dân An Định căm thù quân Hạ, có thể kiên thủ; nếu bỏ An Định, ắt người Hạ lấn đến huyện Mi ; vả quân đội ở Quan Trung đủ chống lại quân Tấn.
Tần đế Diêu Hoằng theo lời ấy, quyết định đối sách là chấp nhận tác chiến cả hai mặt: một mặt bảo vệ An Định ở tây bắc, ngăn giữ quân Hạ; một mặt củng cố các cứ điểm trọng yếu Trường An, Lạc Dương, Đồng Quan, Vũ Quan, chống lại quân Tấn tây tiến.

## Diễn biến và kết quả

### Quân Tấn chiếm Lạc Dương
Tháng 9 ÂL, các lộ tiền phong đều tiến quân thuận lợi. Bấy giờ quân Tần 3 châu Dự, Từ, Duyện phía đông Đồng Quan yếu kém, phòng bị lỏng lẻo. Vương Trấn Ác, Đàn Đạo Tế sau khi vào được nội địa của Tần, liên tiếp báo tiệp. Tướng Tần là Vương Cẩu Sanh dâng Tất Khâu  hàng Vương Trấn Ác, Từ Châu thứ sử Diêu Chưởng đem Hạng Thành hàng Đàn Đạo Tế, các cứ điểm khác nối nhau xin hàng. Đàn Đạo Tế phá Tân Thái , bắt giết thái thú Đổng Tuân, tiến hạ Hứa Xương, bắt sống Dĩnh Xuyên thái thú Diêu Viên cùng đại tướng Dương Nghiệp của Tần. Thẩm Lâm Từ từ sông Biện vào Hoàng Hà, đánh hạ Thương Viên , thu hàng Duyện Châu thứ sử Vi Hoa của Tần. Vương Trọng Đức soái thủy quân vào Hoàng Hà, mượn đường Hoạt Đài  của Bắc Ngụy, tướng giữ thành Úy Trì Kiến đưa dân quân bỏ thành vượt sang bờ bắc Hoàng Hà, chạy về phía tây; Trọng Đức tiến vào Hoạt Đài.
Tháng 10 ÂL, Vương Trấn Ác, Đàn Đạo Tế hội quân ở Thành Cao , 2 thành Dương Thành, Huỳnh Dương đều hàng. Tướng giữ Lạc Dương là Chinh nam tướng quân Diêu Quang cầu cứu Trường An, Tần đế Diêu Hoằng phái Việt kị hiệu úy Diêm Sanh soái 3000 kỵ binh, Vũ vệ tướng quân Diêu Ích Nam soái 1 vạn bộ binh đi giúp; đồng thời sai Tịnh Châu mục Diêu Ý từ Bồ Phản  tiến đến đồn trú Thiểm Tân (tức Mao Tân)  làm hậu viện. Bộ tướng của Diêu Quang là Ninh sóc tướng quân Triệu Huyền đề nghị dồn binh cố thủ Kim Dung  để đợi viện quân, nhưng tư mã Diêu Vũ, chủ bạc Diêm Khôi, Dương Kiền – vốn có hiềm khích với Huyền, lại tư thông với Đàn Đạo Tế - nên ra sức phản đối, còn đề nghị chia quân trấn giữ các nơi hiểm yếu. Quang trúng kế: mệnh Triệu Huyền soái hơn ngàn người giữ Bách Cốc Ổ  ở phía nam, Quảng vũ tướng quân Thạch Vô Húy giữ Củng Thành  ở phía đông. Không lâu sau, Thành Cao, Hổ Lao  nối nhau hàng Tấn. Bọn Vương Trấn Ác, Đàn Đạo Tế, Thẩm Lâm Tử tiến quân thuận lợi, Thạch Vô Húy lui về Lạc Dương, Triệu Huyền tử trận. Đàn Đạo Tế uy hiếp Lạc Dương, Diêu Quang ra hàng, hơn 4000 quân Tần bị bắt. Viện quân Tần của bọn Diêm Sanh, Diêu Ích Nam giữa đường nghe tin đều dừng lại. Tây Tần vương Khất Phục Sí Bàn thừa cơ chiếm Mã Đầu , uy hiếp Thượng Bang  của Tần.

### Giằng co ở Đồng Quan
Tháng 12 ÂL, Khất Phục Sí Bàn sai sứ gặp Lưu Dụ, xin đánh Tần lập công, được phong Bình Tây tướng quân, Hà Nam công. Trong khi đó, Hậu Tần phát sinh liên tiếp 2 cuộc nội loạn (Diêu Ý vào tháng 11 ÂL, Diêu Khôi vào tháng giêng ÂL). Từ trước Lưu Dụ đã lệnh cho quân tiền phong sau khi chiếm được Lạc Dương thì dừng lại, đợi đại quân đến hội hợp mới tiến đánh. Nhưng Vương Trấn Ác thấy nước Tần có loạn, Đồng Quan trống rỗng, bèn thừa cơ tiến quân, vào tháng 2 ÂL tấn công Thằng Trì , sai Mao Đức Tổ đánh thành Lễ Ngô , đưa quân gấp đi Đồng Quan. Đàn Đạo Tế, Thẩm Lâm Tử cũng từ phía bắc huyện Thiểm  vượt Hoàng Hà, đánh hạ Tương Ấp Bảo , rồi tấn công Bồ Phản của Tịnh Châu thứ sử Doãn Chiêu, không hạ được, chuyển sanh đánh Hung Nô Bảo , bị Diêu Thành Đô đẩy lui. Lúc này, Diêu Hoằng lấy Diêu Thiệu làm Thái tể, Đại tướng quân, đô đốc Trung ngoại chư quân sự, cải phong Lỗ Công, soái bọn Vũ vệ tướng quân Diêu Loan đưa 5vạn bộ kỵ phòng thủ Đồng Quan, lại mệnh Diêu Lư đưa quân tăng viện Bồ Phản. Thẩm Lâm Tử cho rằng Bồ Phản thành chắc binh nhiều, không dễ hạ được, chẳng bằng hợp lực với Vương Trấn Ác lấy Đồng Quan, Đồng Quan đã bị phá, Doãn Chiêu không đánh cũng tự tan; Đàn Đạo Tế đồng ý. Vì thế Thẩm – Đàn xua quân nam hạ, hội quân với Vương Trấn Ác.
Tháng 3 ÂL, bọn Vương Trấn Ác đến Đồng Quan; Diêu Thiệu ra đánh, thua trận, tổn thất hơn ngàn người, lui về Định Thành (phía tây Đồng Quan). Một mặt Diêu Thiệu dựa vào địa thể hiểm yếu mà cố thủ, một mặt phái Diêu Loan chẹn đường lớn, cắt đứt đường vận lương của Tấn. Bộ tướng của Loan là Doãn Nhã bị quân Tấn bắt sống ở phía nam Đồng Quan; đến ngày mùng 4, Thẩm Lâm Tử tập kích doanh trại của Loan, giết chết Loan. Diêu Thiệu sai Đông Bình công Diêu Tán đóng quân ở thượng du Hoàng Hà, hòng chẹn đường thủy của Tấn, Thẩm Lâm Tử lại tiến đánh, Tán thua chạy về Định Thành. Lúc này, Tiết Bạch (vốn là Hà Bắc thái thú của Tần, đã trốn đi Hà Đông) dâng thành Hà Khúc hàng Tấn. Không lâu sau, quân Tấn hết lương, nhiều người đề nghị lui về phía đông hội họp với đại quân, Thẩm Lâm Tử kịch liệt phản đối, mọi người mới trấn định trở lại. Bọn họ cầu cứu Lưu Dụ, xin phát binh vận chuyển lương thảo, nhưng Lưu Dụ đang bị người Bắc Ngụy uy hiếp, nên từ chối. Bọn Vương Trấn Ác tự thân đến Hoằng Nông , động viên dân chúng quyên hiến lương thảo, mới hóa giải được nguy cơ, ổn định lòng quân.
Tháng 4 ÂL, Diêu Thiệu lại mệnh trưởng sử Diêu Trì, Ninh sóc tướng quân An Loan, Hộ quân Diêu Mặc Lễ, Hà Đông thái thú Đường Tiểu Phương soái 2000 người đóng đồn giữ Cửu Nguyên của Hà Bắc, ý đồ lần nữa cắt đứt đường vận lương của quân Tấn, lại bị Thẩm Lâm Tử đánh bại, Diêu Trì, Diêu Mặc Lễ, Đường Tiểu Phương bị chém chết, toàn quân bị tiêu diệt. Diêu Thiệu nghe tin thất bại, phẫn uất đến nỗi nôn ra máu, trao lại binh quyền cho Diêu Tán rồi chết. Diêu Tán soái quân tập kích Thẩm Lâm Tử nhưng thất bại, quay ra cố thủ, giằng co với quân Tấn.

### Quân Tấn đẩy lui quân Bắc Ngụy
Tháng 9 ÂL năm 416, Lưu Dụ soái đại quân đến Bành Thành. Tháng giêng năm 417, Lưu Dụ theo đường thủy từ Bành Thành tây tiến.
Tháng 3 ÂL, Lưu Dụ soái thủy quân từ Hoài, Tứ vào Thanh Hà, sắp ngược dòng Hoàng Hà tây tiến. Ngày mùng 8, Lưu Dụ sai tả tướng quân Hướng Di đưa 1 cánh quân đóng đồn ở Nghiêu Ngao , còn mình soái chủ lực tiếp tục tây tiến; Bắc Ngụy Minh Nguyên đế đồng ý với Thôi Hạo: Hậu Tần diệt vong là khó tránh khỏi, còn quân đội Bắc Ngụy vẫn chưa sẵn sàng cho cuộc chiến với Đông Tấn; nhưng Minh Nguyên đế cho rằng vừa phải đề phòng quân Tấn lấn đất như trường hợp Hoạt Đài, vừa phải hư trương thanh thế tránh tiếng xấu không cứu Tần (Minh Nguyên đế là con rể của Tần đế Diêu Hưng), bèn lấy tư đồ Bạt Bạt Tung làm đốc Sơn Đông chư quân sự, soái 10 vạn bộ kỵ đóng ở bắc Hoàng Hà, sai mấy ngàn kỵ binh men theo bờ sông đi theo quân Tấn, giết hết những người Tấn đơn lẻ đặt chân lên bờ bắc, thường xuyên khiêu khích, quấy nhiễu, hòng ngăn trở quân Tấn tây tiến. Lưu Dụ muốn chấm dứt sự uy hiếp này, mấy lần phát binh lên bờ, nhưng quân Ngụy đều tránh đối đầu.
Tháng 4 ÂL, Lưu Dụ sai Bạch trực đội chủ Đinh Ngổ đưa 700 người và trăm cỗ xe lên bờ bắc, dùng chiến xa, cung nỏ và mâu dài bày trận hình trăng khuyết, tiến quân một cách chắc chắn. Bạt Bạt Tung điều 3 vạn kỵ binh đến đánh, tướng Tấn là bọn Chu Siêu Thạch đưa gấp mấy ngàn dũng sĩ đến giúp Đinh Ngổ. Đôi bên giao chiến, quân Ngụy đại bại, tướng Ngụy là A Bạc Kiền bị giết. Chu Siêu Thạch soái Hồ Phiên, Ninh viễn tướng quân Lưu Vinh Tổ đuổi theo, giết hơn ngàn người.
Trung tuần tháng 4, Lưu Dụ tiến đến Lạc Dương, dừng lại 2 tháng để thiết lập căn cứ vững chắc, đề phòng quân Bắc Ngụy tập kích. Tuy nhiên, quân Bắc Ngụy không có thêm hành động quân sự nào khác. Tháng 7 ÂL, Lưu Dụ tiến đến huyện Thiểm.
Ngày 1 tháng 8 ÂL, Lưu Dụ tiến đến Văn Hương . Ngày 2 tháng 8, Lưu Dụ vào Đồng Quan, lập tức lấy Chu Siêu Thạch làm Hà Đông thái thú, mệnh Siêu Thạch cùng Chấn vũ tướng quân Từ Y Chi ở bờ bắc Hoàng Hà hợp quân với Tiết Bạch, tấn công Bồ Phản. Tướng Tần là Bình Nguyên công Diêu Phác và Diêu Hòa Đô (em Diêu Thành Đô) đánh bại quân Tấn, giết Từ Y Chi, Chu Siêu Thạch trốn về Đồng Quan. Diêu Tán biết tin quân Tấn của Vương Trấn Ác uy hiếp Trường An, bèn soái quân từ Định Thành lui về Trịnh Thành . Lưu Dụ đưa đại quân theo sát phía sau.

### Quân Tấn đại thắng ở Nghiêu Liễu
Tháng 7 ÂL, Thẩm Điền Tử, Phó Hoằng Chi tiến vào Vũ Quan, tướng Tần giữ thành bỏ trốn. Bọn Điền Tử tiến chiếm Thanh Nê , tướng Tần là Cấp sự Hoàng môn thị lang Diêu Hòa Đô đóng đồn ở Nghiêu Liễu  chống lại quân Tấn.
Tháng 8 ÂL, Lưu Dụ đến Văn Hương, lo bọn Điền Tử ít quân, sai Thẩm Lâm Tử đến chi viện. Trong khi đó, Tần đế Diêu Hoằng vốn muốn đón đánh Lưu Dụ ở Định Thành để giành lại Đồng Quan, nhưng e ngại bọn Điền Tử ở phía sau, nên quyết định trước tiên phải tiêu diệt bọn Điền Tử. Diêu Hoằng tự soái mấy vạn kỵ binh, bất ngờ tiến đến Thanh Nê. Thẩm Điền Tử muốn nhân lúc quân Tần chưa vững chân mà tấn công, nhưng Phó Hoằng Chi phản đối, vì cho rằng địch nhiều ta ít, khó lòng thành công. Điền Tử soái quân bản bộ tấn công quân Tần, giết hơn vạn người, Diêu Hoằng bỏ chạy về Trường An. Khi Lâm Tử đến nơi thì Điền Tử đã thắng trận. Bọn Điền Tử và Lâm Tử hợp quân đuổi đánh, quận huyện Quan Trung nối nhau xin hàng. Điền Tử muốn tấn công Trường An, nhưng Lâm Tử ngăn lại, có ý nhường việc đó cho Lưu Dụ.

### Quân Tấn chiếm Trường An
Tháng 8 ÂL, Vương Trấn Ác thủy quân từ Hoàng Hà vào Vị Thủy, uy hiếp Trường An. Sau khi Trấn Ác xuất phát, tướng Tần là Khôi vũ tướng quân Diêu Nan từ Hương Thành  rút về phía tây, Trấn Ác đuổi theo. Diêu Hoằng soái quân từ Bá Thượng  đến Thạch Kiều , tiếp ứng Diêu Nan; lấy Trấn bắc tướng quân Diêu Cương cùng Diêu Nan hợp quân giữ Kính Thượng , đón đánh Vương Trấn Ác. Trấn Ác mệnh Mao Đức Tổ tấn công, đánh bại quân Tần, giết Diêu Cương, còn Diêu Nan chạy thoát về Trường An.
Tần đế Diêu Hoằng mệnh Diêu Phi giữ Vị Kiều (bắc Trường An), Hồ Dực Độ giữ Thạch Tích (đông bắc Trường An), Diêu Tán giữ Bá Đông (bờ đông sông Bá), còn Hoằng tự giữ Tiêu Dao Viên (tây Trường An). Ngày 23 tháng 8 ÂL, Vương Trấn Ác ngồi hạm nhỏ Mông xung tiến đến Vị Kiều, bỏ thuyền lên bờ. Do nước chảy xiết, phần lớn thuyền hạm bị cuốn trôi, Trấn Ác nhân đó khích lệ sĩ tốt liều chết chiến đấu, rồi tự mình đi đầu, tấn công Diêu Phi. Diêu Phi thua trận, Diêu Hoằng đến cứu, 2 cánh quân xô vào nhau dẫn đến hỗn loạn, không đánh mà tan, Diêu Hoằng một ngựa chạy về cung. Diêu Tán nghe tin đến cứu, nhưng quân đội của Tán cũng tan rã bỏ trốn.
Ngày 24, Diêu Hoằng đưa quần thần ra hàng Vương Trấn Ác. Nhà Hậu Tần diệt vong, còn Hồ Dực Độ đầu hàng Lưu Dụ. Sau đó, Diêu Phác, Doãn Chiêu ở Bồ Phản cùng Diêu Tán đưa tông tộc đến hàng, Lưu Dụ đều giết đi, còn Diêu Hoằng bị chém ở Kiến Khang. Anh em Diêu Thành Đô, Hòa Đô chạy thoát sang Bắc Ngụy.

## Đánh giá
Trong cuộc chiến này, Đông Tấn quyền thần Lưu Dụ nắm rõ thời cơ, sắp xếp chu đáo, chính trị - quân sự đều đắc thế. Thủy lục quân Đông Tấn phối hợp chặt chẽ, các tướng soái ứng biến linh hoạt, dũng cảm, giành được thắng lợi chung cục. Tần đế Diêu Hoằng quyết định chiến lược sai lầm, khiến quân Hậu Tần bố phòng dàn trải, từng bước dẫn đến thất bại; lại thêm nội loạn bùng phát, nên không thể tránh khỏi tai họa diệt vong.